# Şimleu Silvaniei
Șimleu Silvaniei (rumænsk udtale: [ʃimˌle.u silˈvani.ej]; ungarsk: Szilágysomlyó, tysk: Schomlenmarkt) er en by i distriktet Sălaj  i Crișana, Rumænien med et indbyggertal på 13.948 (2021). Den ligger i nærheden af den gamle Dacianske fæstning Dacidava.
Byen administrerer tre landsbyer: Bic (Bükk), Cehei (Somlyócsehi) og Pusta (Csehipuszta).

## Historie
Før den romerske erobring af Dacia var Șimleu et politisk, socialt og administrativt centrum af stor betydning. Syv dakiske fæstninger, nogle med tilhørende bosættelser, var arrangeret i en bueform omkring Șimleus bakker. De havde en strategisk rolle i overvågningen af handelen langs saltvejen, der kom fra områderne omkring Napoca, Potaissa og det moderne Dej, og som var på vej til Pannonia.
Den var centrum for de tidlige Gepider, på sletterne nordvest for Meseș-bjergene, og man har udgravet kostbare genstande af romersk oprindelse fra det tidlige 5. århundrede.
Byen blev nævnt i 1258 som Wathasomlyowa. Navnet betyder "Vatas bjerg"; navnet Wata er af gammeltyrkisk oprindelse, mens somlyowa er et arkaisk ungarsk ord for bjerg(side).
Byen tilhørte Báthory-familien, hvis forfædres borg stod her. Slottet blev bygget af Miklós, vojvod af Transsylvanien i begyndelsen af det 13. århundrede og blev første gang nævnt i 1319. Efter at Báthory-familien byggede et palæ i byen i 1592, blev slottet forladt og ligger i dag i ruiner.